# Tess Oliveira
Tess Flore Badocco Helene de Oliveira (Paris, 6 de janeiro de 1987) é uma jogadora brasileira de polo aquático. É irmã gêmea da também jogadora Catherine Amanda Oliveira.

## Carreira
Tess foi integrante da seleção nacional que disputou o Campeonato Mundial de Esportes Aquáticos de 2011 em Xangai, na China.
Em 2016 esteve representando a equipe que competiu nos Jogos Olímpicos do Rio e finalizou em oitavo lugar.